# Castell de Perputxent
El castell de Perputxent (de l'àrab hins burbudjân) és un castell situat al terme municipal de l'Orxa (el Comtat), a les proximitats del nucli urbà i en una situació estratègica des d'on es domina part del curs del riu Serpis.

## Història
La fortalesa, d'origen musulmà, que està datada en els segles XII i xiii, fou transformada a començaments de l'època cristiana en un castell senyorial des d'on es dominava la vall de Perputxent. Des d'ací, s'albirava una gran zona rica en alqueries, d'economia basada en agricultura de regadiu. Així doncs, la remodelació realitzada en època cristiana convertí el castell en un castell feudal segons els models de l'època, sempre reaprofitant l'antiga construcció.
El castell, junt amb altres castells de la comarca, fou un punt important per a les revoltes d'Al-Azraq. El 4 d'abril del 1244, se signà el pacte del Pouet entre el cabdill musulmà i Alfons, fill de Jaume I, pel qual Al-Azraq prenia control d'aquest i d'altres castells de la zona.
Al llarg del segle xiii, el castell canvià diverses voltes de propietari. Cal destacar que, segons el Centre d'Estudis Contestans (CEC) i contràriament al que es pensava fins ara, aquest castell i la vall de Perputxent, en general, mai no foren de l'orde del Temple, sinó que el 1288 esdevingueren propietat de l'orde de l'Hospital, i més tard, el 1319, l'orde de Montesa fou qui prengué possessió del castell. Segons apunta el CEC, aquest malentès, amplament estès, es deu a una mala interpretació del treball de Robert Ignatius Burns, El Reino de Valencia en el siglo XII, iglesia y sociedad. La nova conclusió s'ha obtingut amb l'anàlisi i estudi d'altres fonts, entre d'altres, de les propietats dels hospitalaris.
Al lloc on s'ubica el castell, també s'han trobat restes de l'edat del bronze i de la cultura ibera.

## Estat actual
Malgrat el seu estat de ruïna, la fortalesa encara conserva el seu aspecte imposant. El seu estat encara no és irreversible; fins i tot la Generalitat Valenciana ha instat els propietaris a la seua restauració. El 4 de novembre del 2009, passà a mans públiques per la compra de la Diputació.

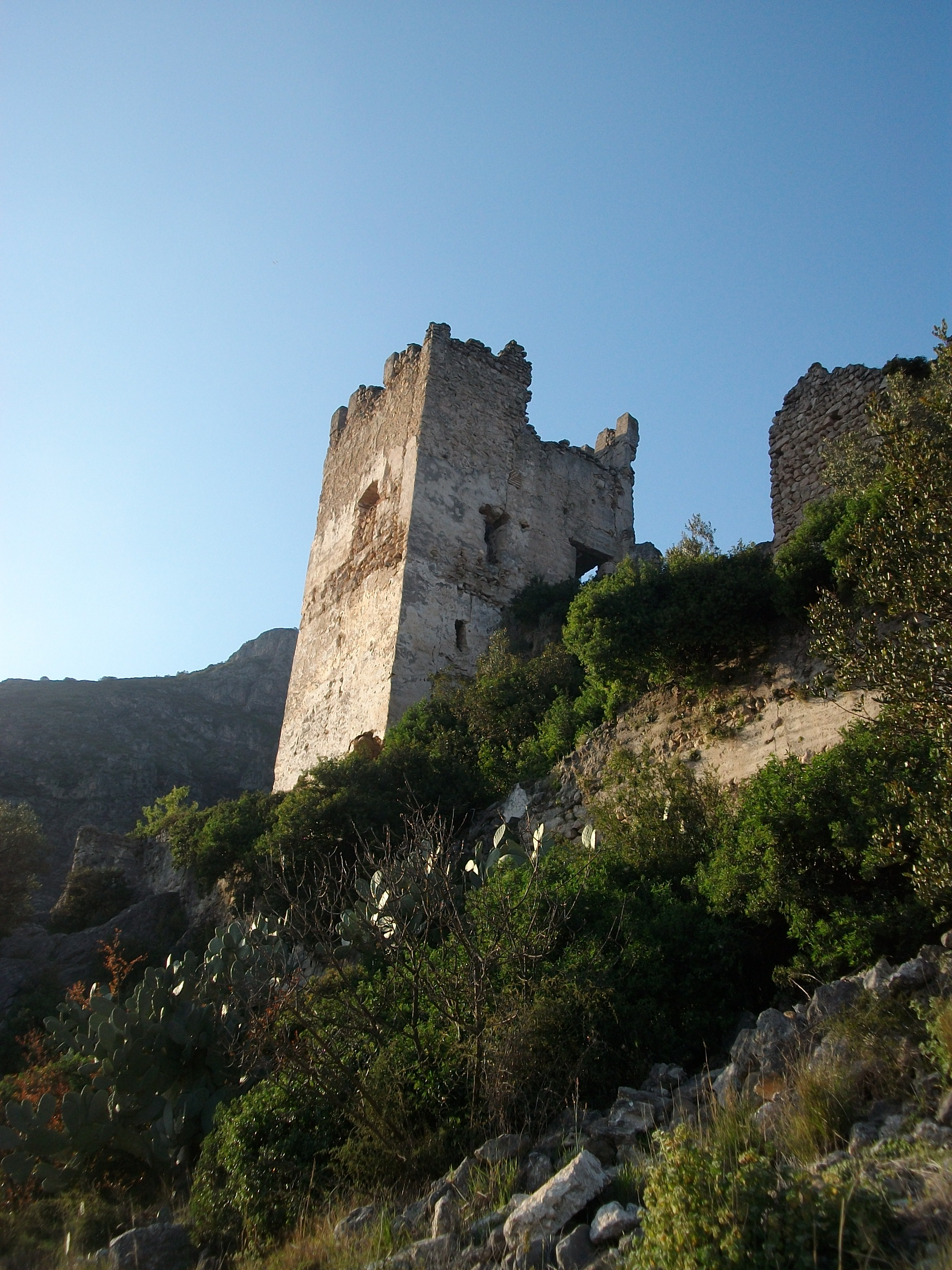
Torre del castell

Primerament, la fortificació presenta diversos elements defensius situats en punts estratègics sobre el tossal on se situa. Entre aquests elements, cal destacar: un avantmural situat al vessant est i sud, bastit amb tàpia de maçoneria; altre mur de forma poligonal que protegeix la part alta del tossal i deixa una plataforma de vora 3.000 m²; i finalment, al vessant nord, hi ha una muralla sense cap torre, amb alguns merlets.
La fortalesa, en si, està composta d'un conjunt de murs rectilinis amb torres de planta quadrada disposades regularment. A l'extrem est, hi ha diversos vestigis de planta rectangular i un aljub, on probablement es trobava la zona habitable en època musulmana.
La fortalesa cristiana se situa just a l'extrem oposat, a l'oest. La seua distribució, més complexa, disposa de tres torres en un esquema de L. La torre de l'oest, la més ben conservada de tot el conjunt, és la torre d'homenatge. La torre té 20 m d'alçada i tres nivells d'habitació, construïda directament sobre la roca del tossal amb tàpia de maçoneria.
Entre la torre d'homenatge i la torre sud, s'hi trobava una gran residència senyorial amb també tres nivells habitables. Sols se'n conserven les parets laterals.